# MB Trac

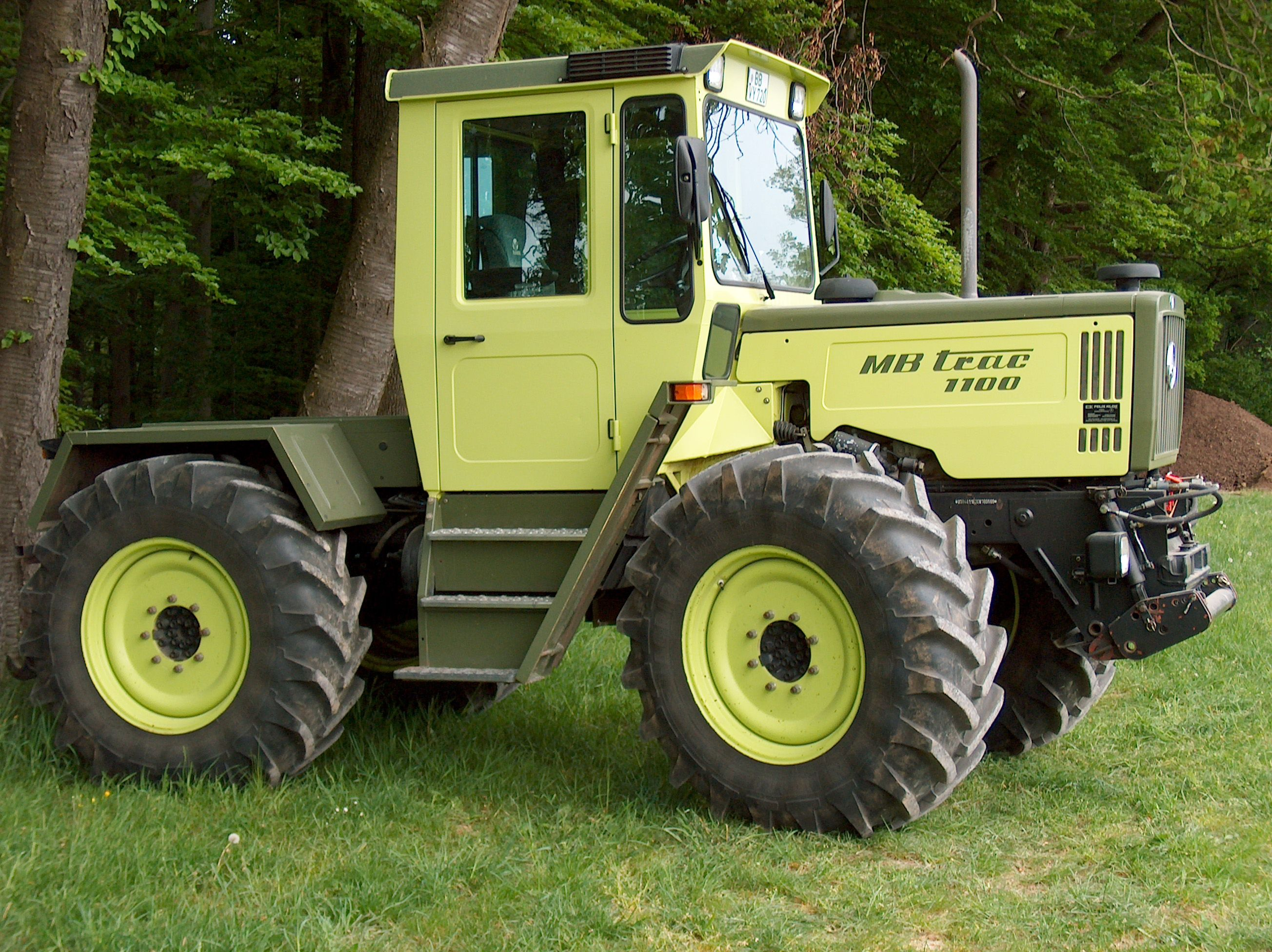
MB-trac 1100.

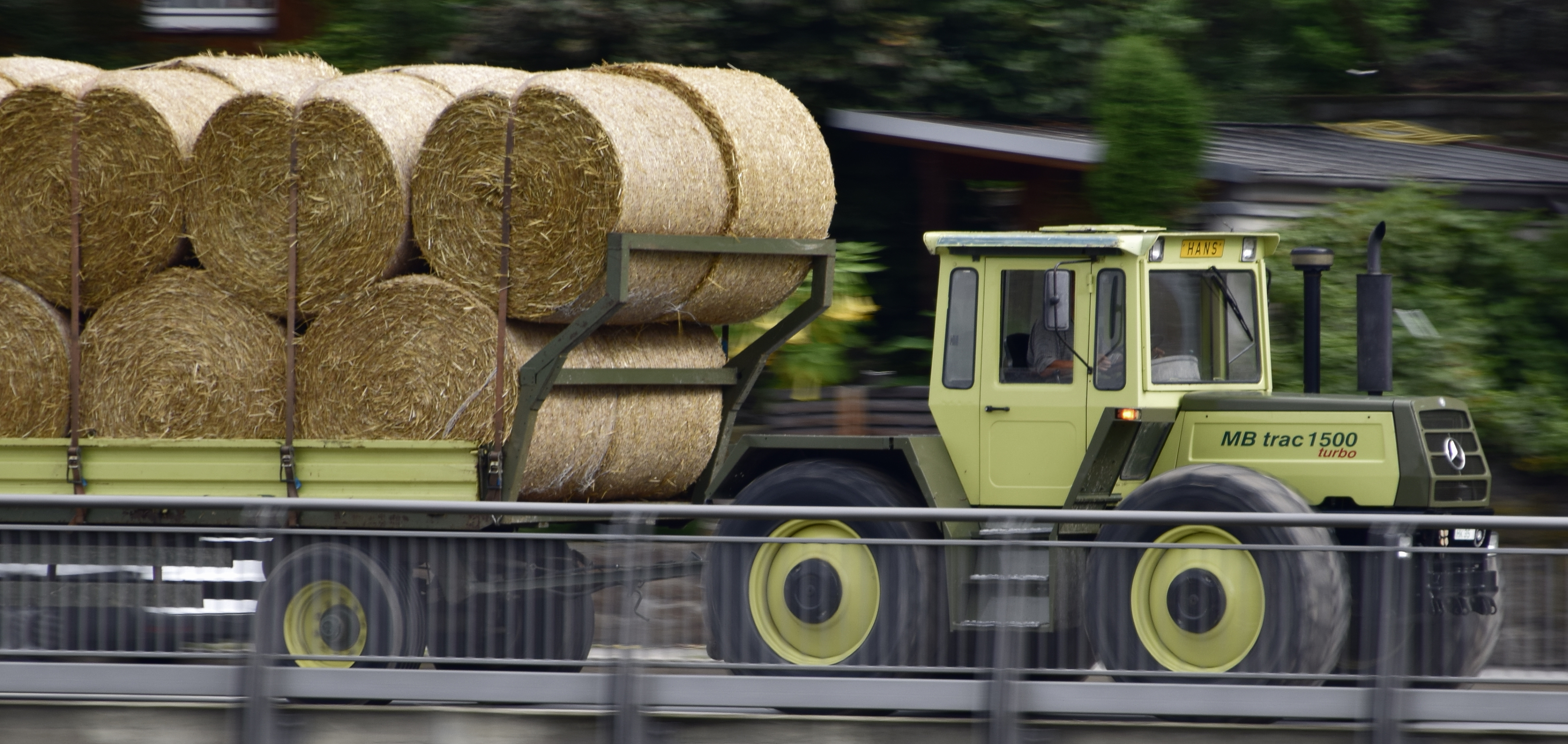
MB-trac 1500.

MB-trac est un concept de tracteurs produits par Mercedes-Benz et basé sur la plate-forme de l'Unimog. Sur le principe du porte-outils polyvalent, le premier modèle, dénommé MB Trac 65/70, est développé en même temps sur l'Intrac de Deutz.
Les tracteurs sont construits à partir de 1973 mais en 1991 Mercedes-Benz décide d'arrêter, pour des raisons économiques et stratégiques, d'arrêter la fabrication de tous ses modèles, refusant même des commandes de MB Trac 1600 turbo. La gamme concurrente des Schlüter Euro Trac n'a pas de succès.